# Колибри — горные звёзды
Колибри — горные звёзды (лат. Oreotrochilus) — род птиц семейства колибри.

## Виды
Международный союз орнитологов относит к роду 7 видов:
- Андская горная звезда (Oreotrochilus estella (D'Orbigny, 1838))
- Белобокая горная звезда (Oreotrochilus leucopleurus Gould, 1847)
- Oreotrochilus chimborazo (DeLattre & Bourcier, 1846)
- Oreotrochilus cyanolaemus Sornoza-Molina, Freile, Nilsson, Krabbe, & Bonaccorso, 2018
- Oreotrochilus stolzmanni Salvin, 1895
- Черногрудая горная звезда (Oreotrochilus melanogaster Gould, 1847)
- Клинохвостая горная звезда (Oreotrochilus adela (D'Orbigny, 1838))